# حسین‌آباد (لریک)
حسین‌آباد (به لاتین: Hüseynabad) یک منطقه مسکونی در جمهوری آذربایجان است که در شهرستان لریک واقع شده است.

## جمعیت
حسین‌آباد ۵۴ نفر جمعیت دارد.